# 広島県道461号白砂玖島線
広島県道461号白砂玖島線（ひろしまけんどう461ごう しらさごくじません）は、広島県広島市佐伯区から廿日市市に至る一般県道である。

## 概要
広島市佐伯区湯来町大字白砂から廿日市市玖島に至る。

### 路線データ
- 起点：広島市佐伯区湯来町大字白砂（広島県道292号川角佐伯線交点）
- 終点：廿日市市玖島（広島県道42号大竹湯来線交点）
- 総延長：約5.9 km

## 歴史
- 1976年（昭和51年）3月2日 - 路線認定。

## 路線状況
全区間で広島県道292号川角佐伯線と並行しているが認定時期の差（本路線が認定されたのは1976年（昭和51年）3月2日、広島県道292号川角佐伯線は1960年（昭和35年）10月10日）もあるのか広島県道292号川角佐伯線のほうが道路事情がよい。

### 道路施設

#### 橋梁
- 出合橋（八幡川、広島市佐伯区）

## 地理

### 通過する自治体
- 広島市（佐伯区）
- 廿日市市

### 交差する道路
| 交差する道路            | 市町村名 | 市町村名 | 交差する場所   | 交差する場所 |
| ----------------------- | -------- | -------- | -------------- | ------------ |
| 広島県道292号川角佐伯線 | 広島市   | 佐伯区   | 湯来町大字白砂 | 起点         |
| 広島県道42号大竹湯来線  | 廿日市市 | 廿日市市 | 玖島           | 終点         |

### 沿線
- 八幡川